# American Raptors
American Raptors (originalmente, Colorado Raptors) es un equipo profesional de rugby con sede en la ciudad de Denver, en Colorado, Estados Unidos.

## Historia
El club fue fundado en 2006, con la finalidad de servir de academia para formar nuevos jugadores para los seleccionados de Estados Unidos.
Fue un miembro fundador de la Major League Rugby. El equipo inició la temporada inaugural en 2018 y resultó subcampeón del primer campeonato al caer contra los Seattle Seawolves por 23–19 en el Estadio Torero de San Diego, California.
Entre 2018 y 2020 su principal equipo participó en la Major League Rugby retirándose de está por las políticas respecto a la cantidad de jugadores extranjeros.
En noviembre de 2021 disputó dos partidos frente a Uruguay XV en Montevideo, obteniendo una victoria y una derrota.
En junio de 2022, disputó un torneo frente a equipos de la SLAR, perdiendo frente a Peñarol Rugby y Jaguares XV.
En 2023 se incorporó al Super Rugby Americas y a finales de la temporada 2024 decidió no seguir en la competición.

### Estadio

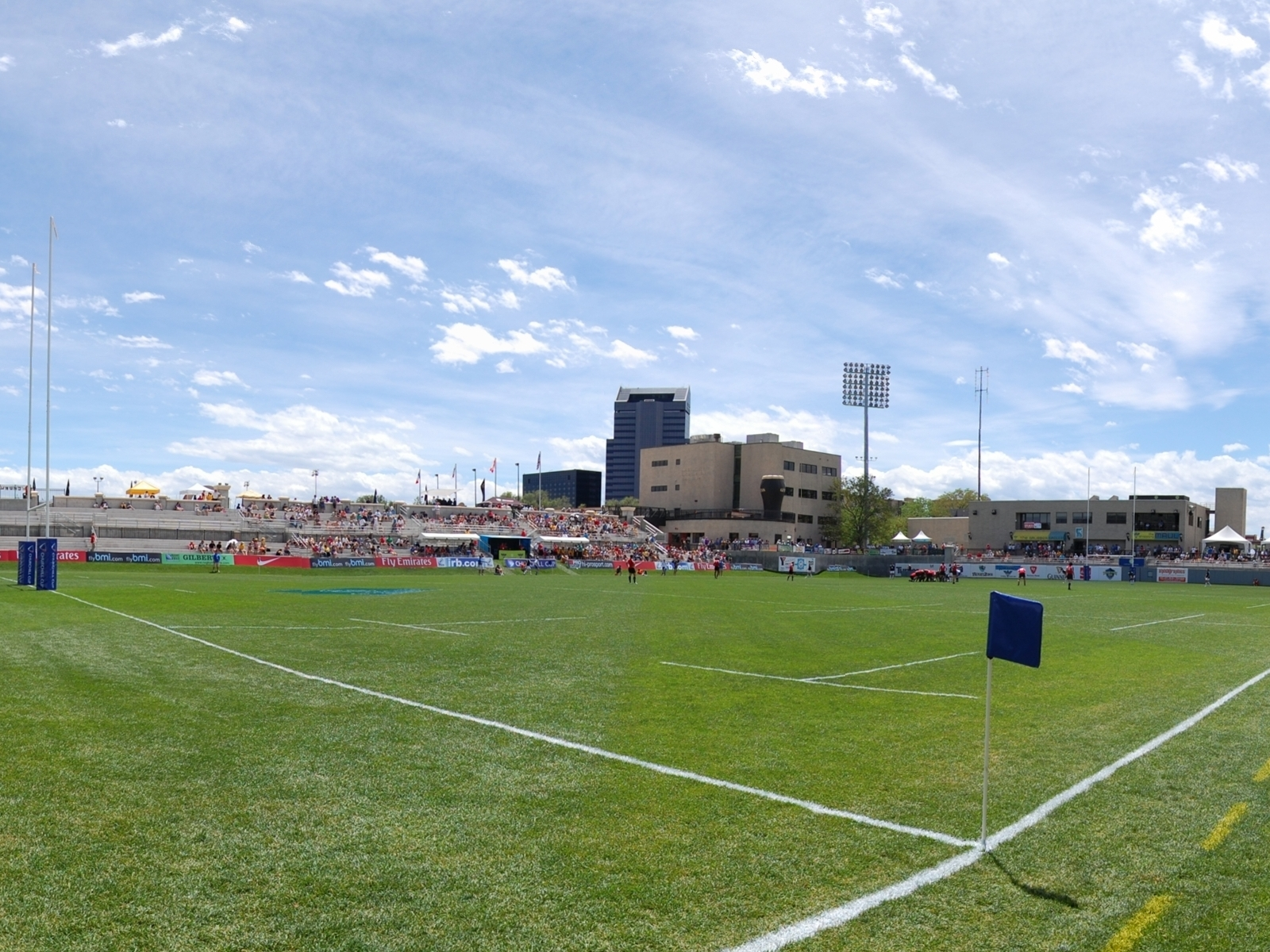
Estadio Infinity Park.

Su sede es el Infinity Park con capacidad para 5.000 espectadores sentados y que es un campo exclusivamente de rugby.
Se ubica a solo unos kilómetros al sur del centro de Denver, en Colorado. Cuenta con un centro de entretenimiento multiusos, para uso en interiores y exteriores, de 16 acres, para toda el área metropolitana.

## Plantel actual
Para el Super Rugby Américas 2024
| Nac.                      | Pos. | Jugador                    | Edad | Club de origen                   | Ref.                 |
| ------------------------- | ---- | -------------------------- | ---- | -------------------------------- | -------------------- |
| Bandera de Estados Unidos | PIL  | Koby Baker                 | 22   | Raleigh Redhawks                 | [ 6 ]                |
| Bandera de Estados Unidos | PIL  | Zachary Jessell            | 32   | Kutztown University              | [ 7 ]                |
| Bandera de Estados Unidos | PIL  | Isikeli Kava               | 22   | American Raptors                 | [ 8 ]                |
| Bandera de Estados Unidos | PIL  | Clay Markoff               | 26   | Budd Bay Rugby                   | [ 9 ]                |
| Bandera de Estados Unidos | PIL  | Ma'Ake Muti                | 26   | Azusa Pacific University RFC     | [ 10 ]               |
| Bandera de Estados Unidos | PIL  | Justus Tavai               | 25   | San Diego State University       | [ 11 ]               |
| Bandera de Argentina      | PIL  | Facundo Pomponio           | 31   | Comercial Rugby Club             | [ 12 ]               |
| Bandera de Argentina      | HKR  | Diego Fortuny              | 32   | Universitario de Salta           | [ 13 ]               |
| Bandera de Estados Unidos | HKR  | Gabriel Mahu'inga          | 24   | Brigham Young University         | [ 14 ] [ 15 ]        |
| Bandera de Estados Unidos | HKR  | Jackson Zabierek           | 23   | University of California         | [ 16 ] [ 15 ]        |
| Bandera de Estados Unidos | SEG  | William Crawford           | 30   | New Orleans RFC                  | [ 17 ]               |
| Bandera de Estados Unidos | SEG  | Michael Grandy             | 26   | American Raptors                 | [ 18 ]               |
| Bandera de Estados Unidos | SEG  | Tavius Sykora-Matthess     | 22   | Iowa Central Tritons Rugby       | [ 19 ]               |
| Bandera de Estados Unidos | SEG  | Javon Camp-Villalovos      | 25   | Bethune–Cookman University       | [ 20 ]               |
| Bandera de Nueva Zelanda  | ALA  | Aidan Christians           | 20   | Western Province                 | [ 21 ] [ 22 ] [ 23 ] |
| Bandera de Estados Unidos | ALA  | Shawn Clark                | 28   | American Raptors                 | [ 24 ]               |
| Bandera de Samoa          | ALA  | Tommy Clark                | 26   | Budd Bay Rugby                   | [ 25 ] [ 23 ]        |
| Bandera de Uruguay        | ALA  | Diego Magno                | 34   | Montevideo Cricket Club          | [ 26 ]               |
| Bandera de Estados Unidos | ALA  | Alexander Vainikolo        | 26   | Denver Water Dogs                | [ 27 ]               |
| Bandera de Nueva Zelanda  | OCT  | Sione Talisa               | 26   |                                  | [ 28 ]               |
| Bandera de Inglaterra     | MME  | Cian Barry                 | 27   | Reeds Weybridge RFC              | [ 29 ] [ 30 ]        |
| Bandera de Estados Unidos | MME  | John LeFevre               | 25   | West End Rugby                   | [ 31 ]               |
| Bandera de Nueva Zelanda  | MME  | Devereaux St. Bruno-Ferris | 29   | Mid Northern Rugby Football Club | [ 32 ] [ 33 ]        |
| Bandera de Estados Unidos | APE  | Patrick Madden             | 25   | San Diego Young Aztecs           | [ 34 ]               |
| Bandera de Argentina      | APE  | Ignacio Mieres             | 36   | Deportiva Francesa               | [ 35 ]               |
| Bandera de Estados Unidos | CEN  | Uatesoni Filikitonga       | 26   | San Mateo Warriors               | [ 36 ]               |
| Bandera de Estados Unidos | CEN  | Zachary Hall               | 26   | American Raptors                 | [ 37 ]               |
| Bandera de Estados Unidos | CEN  | Jacob Hidalgo              | 30   | Indiana University               | [ 38 ]               |
| Bandera de Estados Unidos | CEN  | Aki Pulu                   | 20   | Tempe Rugby Club                 | [ 39 ]               |
| Bandera de Estados Unidos | W/A  | Rufus Mclean               | 23   | Glasgow Warriors                 | [ 40 ]               |
| Bandera de Estados Unidos | W/A  | Thomas Morani              | 28   | CUBA                             | [ 41 ]               |
| Bandera de Estados Unidos | W/A  | Daytwon Sheridan           | 26   | Trinity Rugby Club               | [ 42 ]               |
| Bandera de Argentina      | F/Z  | Francisco Quinn            | 20   | Hurling Club                     | [ 43 ] [ 44 ]        |

## Palmarés
- Subcampeón de la MLR 2018 (como Colorado Raptors).